# The Ray Bradbury Theater
The Ray Bradbury Theater fue una serie de televisión en que se presentaba una antología de historias de ciencia ficción, intriga o fantasía basadas en relatos del escritor estadounidense Ray Bradbury, adaptadas y presentadas por él mismo.
De 1985 a 1992 se produjeron un total de 65 episodios en seis temporadas, de los cuales los primeros seis episodios se transmitieron en HBO y los restantes en USA Network.
La idea de la serie surgió del actor Larry Wilcox y su productor Mark Massari, quienes se convirtieron en productores de la serie (Wilcox Productions) después de sugerir el proyecto a Ray Bradbury en 1984. Los lugares de rodaje fueron Inglaterra, Canadá, Nueva Zelanda y Francia.

Todos los guiones de la serie fueron escritos por Ray Bradbury. Como productor ejecutivo, se le concedió total libertad artística. Por lo tanto, Bradbury utilizó sus cuentos originales como plantilla para los guiones o combinó elementos de varios de sus propios cuentos. Cada episodio comienza con una introducción dicha por el propio Bradbury:

People ask: where do you get your ideas? Well, right here! All this is my Martian landscape. Somewhere in this room is an African veldt. Just beyond perhaps is a small Illinois town where I grew up. And I'm surrounded on every side by my magicians toyshop. I'll never starve here. I just look around, find what I need, and begin. I'm Ray Bradbury, and this is The Ray Bradbury Theater.

Traducción
"La gente me pregunta: ¿de dónde sacas tus ideas. Bien, ¡de aquí mismo! Todo esto de aquí es mi territorio marciano. En algún lugar de esta habitación hay una sabana africana. Un poco más allá quizás hay un pequeño pueblo de Illinois donde crecí. Aquí nunca paso hambre. Tan solo miro alrededor, encuentro lo que necesito y empiezo. Soy Ray Bradbury y esto es The Ray Bradbury Theater".

En 1993, The Ray Bradbury Theater ganó un premio CableACE por la mejor dirección de una serie dramática (Best Directing for a Dramatic Series), por el episodio de la última temporada Great Wide World Over There, dirigido por el neozelandés Ian Mune.

## Lista de episodios
Se produjeron un total de 65 episodios durante las seis temporadas que duró la serie.

### Primera temporada (21 de mayo de 1985 a 22 de febrero de 1986)
| #  | Temprd. Episodio | Título                        | Emisión  |
| -- | ---------------- | ----------------------------- | -------- |
| 01 | T1 E1            | Marionettes, Inc.             | 21/05/85 |
| 02 | T1 E2            | The Playground                | 04/06/85 |
| 03 | T1 E3            | The Crowd                     | 02/07/85 |
| 04 | T1 E4            | The Town Where No One Got Off | 22/02/86 |
| 05 | T1 E5            | The Screaming Woman           | 22/02/86 |
| 06 | T1 E6            | Banshee                       | 22/02/86 |

### Segunda temporada (23 de enero a 28 de mayo de 1988)
| #  | Temprd. Episodio | Título                              | Emisión  |
| -- | ---------------- | ----------------------------------- | -------- |
| 07 | T2 E1            | The Fruit at the Bottom of the Bowl | 23/01/88 |
| 08 | T2 E2            | Skeleton                            | 06/02/88 |
| 09 | T2 E3            | The Emissary                        | 13/02/88 |
| 10 | T2 E4            | Gotcha!                             | 20/02/88 |
| 11 | T2 E5            | The Man Upstairs                    | 05/03/88 |
| 12 | T2 E6            | The Small Assassin                  | 09/04/88 |
| 13 | T2 E7            | Punishment Without Crime            | 16/04/88 |
| 14 | T2 E8            | On the Orient, North                | 29/04/88 |
| 15 | T2 E9            | The Coffin                          | 07/05/88 |
| 16 | T2 E10           | Tyrannosaurus Rex                   | 14/05/88 |
| 17 | T2 E11           | There Was an Old Woman              | 21/05/88 |
| 18 | T2 E12           | And So Died Riabouchinska           | 28/05/88 |

### Tercera temporada (7 de julio a 17 de noviembre de 1989)
| #  | Temprd. Episodio | Título                                      | Emisión  |
| -- | ---------------- | ------------------------------------------- | -------- |
| 19 | T3 E1            | The Dwarf                                   | 07/07/89 |
| 20 | T3 E2            | A Miracle of Rare Device                    | 14/07/89 |
| 21 | T3 E3            | The Lake                                    | 21/07/89 |
| 22 | T3 E4            | The Wind                                    | 28/07/89 |
| 23 | T3 E5            | The Pedestrian                              | 04/08/89 |
| 24 | T3 E6            | A Sound of Thunder                          | 11/08/89 |
| 25 | T3 E7            | The Wonderful Death of Dudley Stone         | 18/08/89 |
| 26 | T3 E8            | The Haunting of the New                     | 15/09/89 |
| 27 | T3 E9            | To the Chicago Abyss                        | 22/09/89 |
| 28 | T3 E10           | Hail and Farewell                           | 30/09/89 |
| 29 | T3 E11           | The Veldt                                   | 10/11/89 |
| 30 | T3 E12           | Boys! Raise Giant Mushrooms in Your Cellar! | 17/11/89 |

### Cuarta temporada (20 de julio a 30 de noviembre de 1990)
| #  | Temprd. Episodio | Título                          | Emisión  |
| -- | ---------------- | ------------------------------- | -------- |
| 31 | T4 E1            | Mars Is Heaven                  | 20/07/90 |
| 32 | T4 E2            | The Murderer                    | 27/07/90 |
| 33 | T4 E3            | Touched with Fire               | 03/08/90 |
| 34 | T4 E4            | The Black Ferris                | 10/08/90 |
| 35 | T4 E5            | Usher II                        | 17/08/90 |
| 36 | T4 E6            | Touch of Petulance              | 12/10/90 |
| 37 | T4 E7            | And the Moon Be Still As Bright | 19/10/90 |
| 38 | T4 E8            | The Toynbee Convector           | 26/10/90 |
| 39 | T4 E9            | Exorcism                        | 02/11/90 |
| 40 | T4 E10           | The Day it Rained Forever       | 09/11/90 |
| 41 | T4 E11           | The Long Years                  | 16/11/90 |
| 42 | T4 E12           | Here There Be Tygers            | 30/11/90 |

### Quinta temporada (3 de enero a 21 de febrero de 1992)
| #  | Temprd. Episodio | Título                                       | Emisión  |
| -- | ---------------- | -------------------------------------------- | -------- |
| 43 | T5 E1            | The Earthmen                                 | 03/01/92 |
| 44 | T5 E2            | Zero Hour                                    | 10/01/92 |
| 45 | T5 E3            | The Jar                                      | 17/01/92 |
| 46 | T5 E4            | Colonel Stonesteel and the Desperate Empties | 24/01/92 |
| 47 | T5 E5            | The Concrete Mixer                           | 31/01/92 |
| 48 | T5 E6            | The Utterly Perfect Murder                   | 07/02/92 |
| 49 | T5 E7            | Let's Play Poison                            | 14/02/92 |
| 50 | T5 E8            | The Martian                                  | 21/02/92 |

### Sexta temporada (10 de julio a 30 de octubre de 1992)
| #  | Temprd. Episodio | Título                      | Emisión  |
| -- | ---------------- | --------------------------- | -------- |
| 51 | T6 E1            | The Lonely One              | 10/07/92 |
| 52 | T6 E2            | The Happiness Machine       | 17/07/92 |
| 53 | T6 E3            | Tomorrow's Child            | 14/08/92 |
| 54 | T6 E4            | The Anthem Sprinters        | 21/08/92 |
| 55 | T6 E5            | By the Numbers              | 11/09/92 |
| 56 | T6 E6            | The Long Rain               | 19/09/92 |
| 57 | T6 E7            | The Dead Man                | 26/09/92 |
| 58 | T6 E8            | Sun and Shadow              | 03/10/92 |
| 59 | T6 E9            | Silent Towns                | 10/10/92 |
| 60 | T6 E10           | Downwind From Gettysburg    | 17/10/92 |
| 61 | T6 E11           | Some Live Like Lazarus      | 24/10/92 |
| 62 | T6 E12           | The Handler                 | 27/10/92 |
| 63 | T6 E13           | Fee Fie Foe Fum             | 28/10/92 |
| 64 | T6 E14           | Great Wide World Over There | 29/10/92 |
| 65 | T6 E15           | The Tombstone               | 30/10/92 |